# Ctenoplusia dorfmeisteri
Ctenoplusia dorfmeisteri là một loài bướm đêm trong họ Noctuidae.

## Hình ảnh

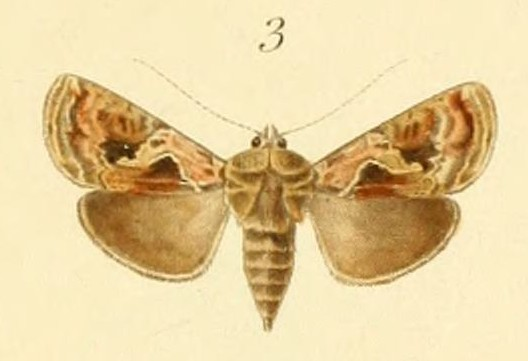
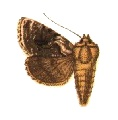